# Castel Baronia
Castel Baronia es uno de los 119 municipios o comunas ("comune" en italiano) de la provincia de Avellino, en la región de Campania. Con cerca de 1.174 habitantes, según censo de 2006, se extiende por una área de 15,34 km², teniendo una densidad de población de 76,53 hab/km². Hace frontera con los municipios de Carife, Flumeri, San Nicola Baronia, Sturno, y Trevico.

## Demografía
| Gráfica de evolución demográfica de Castel Baronia entre 1861 y 2011 |
|                                                                      |
| Fuente ISTAT - elaboración gráfica de Wikipedia                      |